# Cephalodella compacta
Cephalodella compacta är en hjuldjursart som beskrevs av Wiszniewski 1934. Cephalodella compacta ingår i släktet Cephalodella och familjen Notommatidae. Inga underarter finns listade i Catalogue of Life.